# …Baby One More Time
…Baby One More Time (с англ. — «...Малыш, ещё один раз») — дебютный студийный альбом американской певицы Бритни Спирс, выпущенный рекорд-лейблом Jive Records 12 января 1999 года. В июне 1997 Спирс вела переговоры с менеджером Лу Перлменом о вступлении в женскую поп-группу Innosense. Мама Бритни, Линн, обратилась за помощью к другу семьи и юристу знаменитостей Ларри Рудольфу и дала ему кассету, где её дочь пела в караоке песни Уитни Хьюстон. Рудольф решил показать её студиям звукозаписи, послав лейблам демозапись с неиспользованной Тони Брэкстон песней, записанной Спирс. Jive Records заинтересовались молодой исполнительницей и предложили ей поработать с продюсером Эриком Фостером Уайтом. После прослушивания записанного материала, Спирс заключила контракт с Jive.
Она отправилась в Швецию, в Стокгольм, чтобы поработать с продюсерами Максом Мартином, Деннизом Попом и Рами Якубом. Мартин показал Спирс и её менеджменту трек под названием «Hit Me Baby One More Time», который изначально был написан для американской R&B-группы TLC. Однако группа отказалась от песни. Бритни позже рассказывала, что была чрезвычайно взволнована, когда услышала песню впервые, и уже тогда знала, что это будущий хит. В июне 1998 года альбом был закончен.
Альбом получил смешанные отзывы от критиков: одни называли Бритни будущей Мадонной, а другие считали альбом наивным и незавершённым. Согласно Американской ассоциации звукозаписывающих компаний (RIAA), данный альбом является одним из самых успешных альбомов всех времён, а также самым успешным альбомом певицы. …Baby One More Time был распродан в количестве 30 миллионов копий по всему миру, 14 раз стал платиновым в США, 4 раза, суммарно, во всей Европе, во многих странах достиг золотого, платинового и бриллиантового статуса. Альбом и сейчас активно продаётся, а песни звучат на многих радиостанциях по всему миру. Образ невинной девушки, одарённой талантом, красотой и харизмой, стал культовым для поп-культуры конца 90-х годов. С пластинки было выпущено пять синглов, ставших хитами, что также повлияло на успех альбома. В рамках промокампании, Бритни посетила множество телевизионных шоу, а также отправилась в турне ...Baby One More Time Tour в 1999 году и Crazy 2k Tour в 2000 году.
После успеха альбома Бритни Спирс была номинирована на Грэмми в категориях «Лучший новый исполнитель» и «Лучшее женское вокальное поп-исполнение» с песней «…Baby One More Time».

## История создания и развитие
В течение шести месяцев работы в студии я прослушивала и записывала много материала, но среди него не было стопроцентного хита. Когда я начала сотрудничать с Максом Мартином в Швеции, он сыграл для меня демо-версию песни „…Baby One More Time“, и я поняла — это та песня, которую хочется слушать снова и снова, она навевает хорошее настроение. Мы пошли в студию для того, чтобы доработать эту композицию. За 10 дней я даже не погуляла по шведской столице. Мы волновались и были очень заняты.
В июне 1997 Спирс вела переговоры с менеджером Лу Перлменом о вступлении в состав девичьей поп-группы Innosense. Мать Бритни, Линн, узнала мнение друга семьи и юриста знаменитостей Ларри Рудольфа и дала ему кассету, где дочь поёт в караоке песни Уитни Хьюстон, а также несколько фотографий. Рудольф решил показать её студиям звукозаписи, поэтому Бритни нуждалась в профессиональной демозаписи. Он послал Спирс неиспользованную Тони Брэкстон песню. Она репетировала в течение недели и записала свой вокал в студии со звукооператором. Спирс поехала в Нью-Йорк с демозаписью, где встретилась с руководителями от четырёх лейблов, и в тот же день возвратилась в Кентвуд. Три лейбла отклонили её, заявив, что люди без ума от таких поп-групп, как Backstreet Boys и Spice Girls, а одиночные юные исполнители большим успехом не пользуются, к тому же, Бритни «не была второй Мадонной, второй Дебби Гибсон или второй Тиффани», чтобы взять её под свою опеку. Две недели спустя руководители Jive Records перезвонили Рудольфу. Старший вице-президент Джефф Фенстер рассказал о прослушивании Спирс: «так трудно найти кого-то настолько молодого, кто может сделать эмоциональную и в то же время прибыльную запись. […] Для любого артиста, мотивация — „глаз тигра“ — чрезвычайно важна. И у Бритни это есть». Они назначили для работы с ней продюсера Эрика Фостера Уайта, который в течение месяца помогал начинающей исполнительнице «найти свой голос и подачу». Спирс записала 10 песен с Уайтом: «Autumn Goodbye», «E-Mail My Heart», «From the Bottom of My Broken Heart», «I’m So Curious», «I Will Still Love You», «Luv The Hurt Away», «Soda Pop», «Thinkin' About You» и «You Got It All», а также кавер-версию хита Сонни и Шер «The Beat Goes On». Уайт отвечал за вокал подопечной, а продюсировала песню английская группа The All Seeing I.
После прослушивания этого материала главный руководитель лейбла, Клайв Калдер, предложил записать полноценный альбом. Спирс отправилась в Швецию, в Стокгольм, где с марта по апрель 1998 года на студии Cheiron Studios с продюсерами Максом Мартином, Деннизом Попом и Рами Якубом была записана половина альбома. Мартин показал девушке и её менеджменту трек под названием «Hit Me Baby One More Time», который изначально был написан для американской R&B-группы TLC. Бритни позже рассказывала, что была чрезвычайно взволнована, когда услышала песню впервые, и уже тогда знала, что это будущий хит. «Мы в Jive сказали, „Вау! Это чертовски круто!“», рассказал один из директоров лейбла, Стивен Лант. Однако, другие руководители были обеспокоены, что слова «Hit Me» (англ. «Ударь меня») могут породить среди публики отсылки к домашнему насилию, и позже решили переименовать песню в «…Baby One More Time». «Первый день в студии звукозаписи был не очень удачным, я просто была не в себе, так что вечером я пошла и повеселилась с друзьями. На следующий день меня посетило чувство полного расслабления, и всё получилось. Нужно быть расслабленным, когда поёшь „… Baby One More Time“» — рассказала певица. В июне 1998 года альбом был завершён, и Спирс отправилась в промотур, спонсируемый компанией L'Oreal. 12 января 1999 года …Baby One More Time был выпущен как дебютный альбом Бритни Спирс. Изначально альбом назывался Britney Spears, первую обложку с этим названием можно увидеть на некоторых изданиях сингла «…Baby One More Time». С первой оригинальной обложкой альбом был выпущен в Тайване.

## Музыка и тексты песен
Первоначально Спирс представляла себя «Шерил Кроу, но моложе» и хотела делать музыку для более взрослой аудитории, но была довольна конечным выбором продюсеров: «Я лучше чувствую поп-музыку, ведь я могу танцевать под неё, а в этом вся я». Альбом открывается первым синглом «…Baby One More Time», танцевальной тин-поп песней, которую сравнили с такими известными композициями, как «We Will Rock You» (1977), «Start Me Up» (1981) и с музыкальной темой фильма «Челюсти», так как этот трек «моментально задаёт тон всему альбому». Журнал Blender описал «…Baby One More Time» как сочетание «гитарных wah-wah и басов, подобных звукам ЭКГ». Клодия Митчелл и Жаклин Рид-Уолш, авторы книги Girl Culture: Studying girl culture: a readers' guide (2008), отметили, что слова песни описывают «состояние юной красавицы, жаждущей возвращения бывшего». Следующая песня и третий сингл с альбома, «(You Drive Me) Crazy», c даунтемпо-битом, вдохновлена ритм-н-блюз-музыкой. Третий трек и второй сингл «Sometimes» — баллада, начинающаяся со слов Спирс: «Ты говоришь мне, что влюблён в меня/И не можешь отвести от меня своих прекрасных глаз/Не думай, что я не хочу быть с тобой/Просто каждый раз, когда ты подходишь слишком близко, я ухожу». Стивен Томас Эрлевайн с сайта AllMusic отметил, что у песни «броский припев и милая мелодия с ритмом в стиле евродэнс».
Четвёртый трек с …Baby One More Time, «Soda Pop», в стиле бабблгам-поп и дэнсхолл. Бэк-вокал для песни записал соавтор Мики Бэсси. Пятый трек и четвёртый сингл, «Born to Make You Happy», повествует об утраченных отношениях, которые девушка хочет восстановить, не понимая при этом, что пошло не так: «Не знаю, как мне жить без твоей любви/Я рождена, чтобы сделать тебя счастливым». Шестая песня и последний сингл с альбома «From the Bottom of My Broken Heart» — сентиментальная тин-поп баллада. Песня «I Will Be There» схожа по мелодии с композицией Натали Имбрульи «Torn» (1997) с «припевом со словами о важности поддержки кого бы то ни было — близкого тебе человека, или лучшего друга, или домашнего животного», как отметил Кайл Андерсон с MTV. Одиннадцатый трек, «E-Mail My Heart», чувственная баллада, в которой Спирс поёт: «Пришли мне e-mail и скажи, что наша любовь всегда будет жить». Кавер-версия хита Сонни и Шер «The Beat Goes On» записана в стиле босанова и трип-хоп. В первом издании альбома …Baby One More Time в США песня «The Beat Goes On» значится с продолжительностью пять минут и пятьдесят две секунды, так как в ней есть скрытое сообщение Бритни, в котором она рекламирует новый альбом Backstreet Boys — Millennium (2000). Во всех других изданиях альбома «The Beat Goes On» длится три минуты и сорок три секунды.

## Синглы
«…Baby One More Time» была выпущена как первый сингл Спирс 23 октября 1998 года. Песня была встречена восторженными отзывами критиков, которые хвалили мелодию. «…Baby One More Time» добился общемирового успеха, достигнув первого места в чарте каждой европейской страны. Сингл стал одним из самых успешных синглов за всё время с продажами более 10 миллионов копий. В видео, снятом Найджелом Диком, Спирс изображала ученицу католической школы, которая погружается в грёзы, и видит себя танцующей и поющей. В 2010 году видео «…Baby One More Time» было названо третьим наиболее вдохновляющим видео в истории поп-музыки.
«Sometimes» была выпущена 30 апреля 1999 года как второй сингл. Сингл добился коммерческого успеха во всём мире, достигнув первого места в Бельгии (Фландрии), Нидерландах и Новой Зеландии, а также топ-5 в чартах четырёх стран. В США песня не попала в топ-10, остановившись на 21-м месте в чарте Billboard Hot 100. Видео на песню было снято Найджелом Диком. Во время репетиции, 11 февраля 1999 года, Спирс повредила левое колено и перенесла операцию. После восстановления в Кентвуде съёмки видео прошли 9—10 апреля 1999 года на пляже Paradise Cove в Малибу. Премьера клипа состоялась 6 мая 1999 года на шоу MTV Total Request Live.
В мае 1999 года Мартин и Спирс на студии Battery Studios в Нью-Йорке перезаписали вокал для новой версии песни «(You Drive Me) Crazy» — «The Stop! Remix», которая вошла в саундтрек фильма «Сведи меня с ума». «The Stop! Remix» был выпущен как третий сингл с альбома 23 августа 1999 года. Музыкальное видео, снятое Найджелом Диком, представило Спирс в образе официантки танцевального клуба, а также хореографический номер в её исполнении. Небольшие роли в клипе сыграли актёры Мелисса Джоан Харт и Эдриен Гренье.
«Born to Make You Happy» вышла 6 декабря 1999 года в качестве четвёртого сингла и получила смешанные рецензии от критиков. Песня добилась коммерческого успеха, попав в топ-5 чартов 11 стран. Режиссёром клипа выступил Билли Вудрафф. Клип был спродюсирован Geneva Films, а хореографию разработал Уэйд Робсон.
«From the Bottom of My Broken Heart» стала финальным синглом с альбома 15 декабря 1999 года. Песня получила смешанные отзывы критиков, которые разглядели в ней потенциальный хит и солидный сингл, при этом назвав её «слезливой балладой, которая не производит никакого впечатления». Сингл имел неплохой успех в музыкальных чартах, достигнув 37-й строчки в Австралии и 23-й в Новой Зеландии. Благодаря импортным продажам сингл попал в британский чарт на 174 место. В США песня достигла 14-го места в чарте Billboard Hot 100 и 17-го места в Pop Songs. Сингл был сертифицирован RIAA как платиновый 28 марта 2000 года с продажами более 1 000 000 копий. 17 декабря 1999 года было выпущено музыкальное видео, снятое Грегори Дарком. Видео стало предметом скандала в СМИ, которые подвергли резкой критике певицу за наём режиссёра фильмов «для взрослых».

## Промокампания

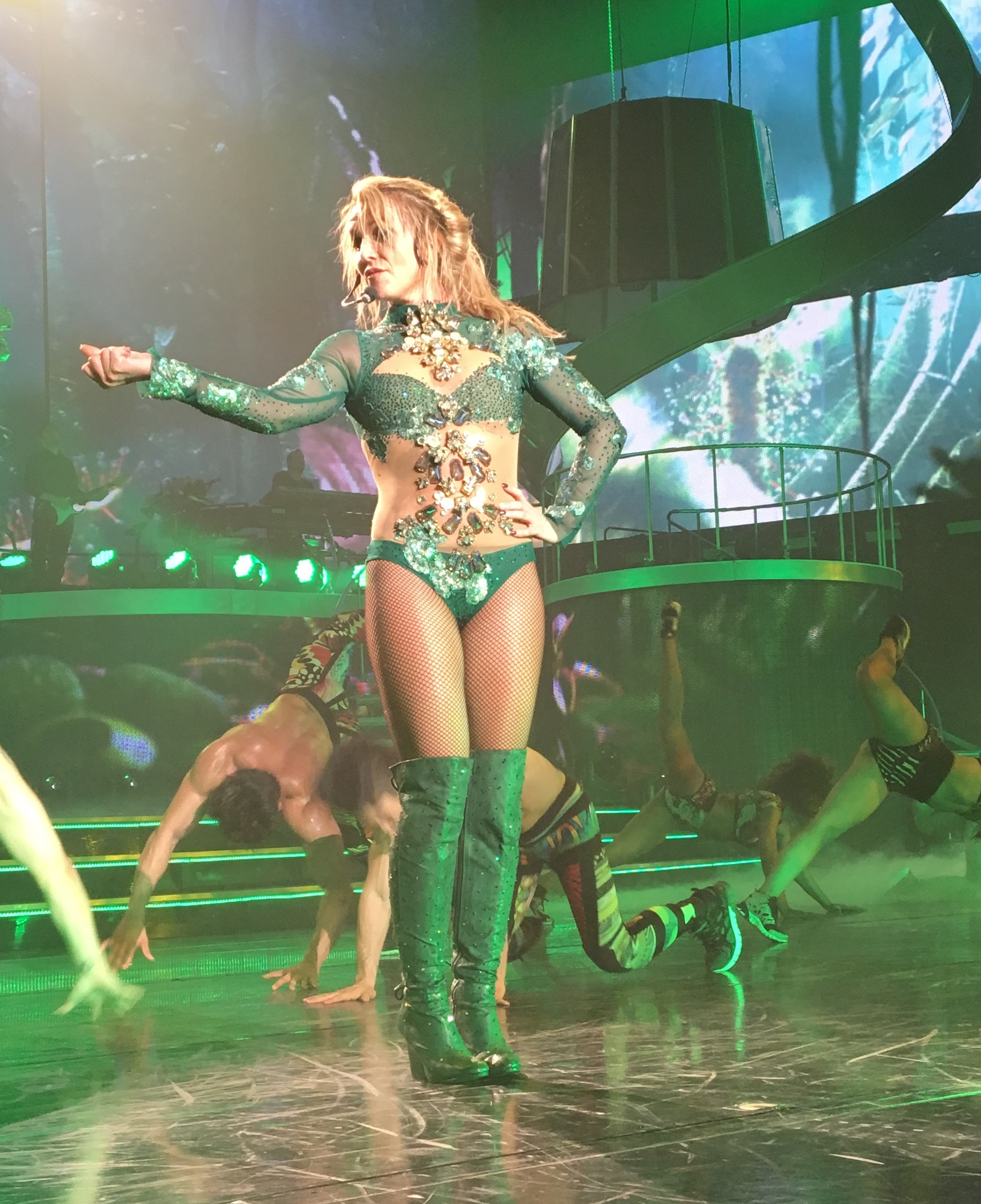
Бритни Спирс исполняет песню «(You Drive Me) Crazy» во время шоу-резиденции Britney: Piece of Me в феврале 2016 года.

Промоушен альбома начался в 1998 году, когда Спирс дала небольшой тур в торговых центрах и ресторанных дворах самых крупных городов США. Каждое шоу длилось около 30 минут, и у Спирс были две танцовщицы на выступлении. Этот тур также известен под названием L’Oreal Mall Tour, названный так в честь спонсора. Певица несколько раз появлялась на различных ток-шоу и давала выступления по всему миру. В декабре 1998 года Спирс впервые появилась в видео-чартах каналов MTV и Box. Она также появилась на шоу Ricki Lake Show, the Howie Mandel Show и на премии American Music Awards в 1999 году, незадолго до выхода альбома. Певица стала гостем программы Spring Break на MTV и в 100-м эпизоде сериала «Всякая всячина». Однако, после травмы колена, она отменила посещения нескольких шоу, в том числе The Tonight Show with Jay Leno и Live With Regis And Kathie Lee. После восстановления, Спирс вновь вернулась к промокампании. Певица появилась на премии 12th Annual Kids Choice Awards 1 мая, на шоу MTV FANatic 12 мая, Live With Regis & Kathie Lee 3 мая и The Rosie O’Donnell Show 25 мая.
За пределами США певица посетила немецкое шоу Wetten, dass..? и Top of the Pops 25 июня 1999 года, в Великобритании стала гостем таких программ, как This Morning, CD:UK и National Lottery. Она выступила на музыкальном шоу Hey! Hey! Hey! Music Champ в Японии и на фестивале Festival Bar в Италии. Бритни также сыграла саму себя в одном из эпизодов сериала «Сабрина — маленькая ведьма». Певица возвращала «долг» перед Мелиссой Джоан Харт, которая сыграла небольшую роль в клипе Бритни, «(You Drive Me) Crazy». Премьера эпизода состоялась 24 сентября 1999 года. В том же месяце Спирс выступила на шоу The Rosie O’Donnell Show 27 сентября и посетила Карсона Дэйли на шоу канала MTV Total Request Live на следующий день. Она дала мини-концерт для канала Disney под названием «Britney Spears & Joey McIntyre In Concert». Выступления Спирс и Джоуи Макинтайра были записаны на плёнку. Промоушен альбома продолжился и в начале 2000 года, когда Спирс выступила на American Music Awards, а также на 42-й церемонии Грэмми, где она исполнила попурри из песен «From the Bottom of My Broken Heart» и «…Baby One More Time».

### Турне
5 марта 1999 года было объявлено, что Спирс отправится в свой первый тур. Певица заявила, что тур начнётся в июле. 12 мая было объявлено, что спонсором станет компания Hilfiger’s Tommy Jeans (в то время Бритни была одной из главных представителей этого бренда). 17 декабря, во время премьеры клипа «From the Bottom of My Broken Heart» на канале TRL, Спирс позвонила на шоу, чтобы объявить о продолжении тура в марте 2000 года. Новые концерты, названные Crazy 2K Tour, были прелюдией к будущему мировому туру. Основным спонсором этой части тура стала компания Got Milk?. Спирс снялась в рекламном ролике, который показывали до начала шоу. Вторым спонсором стала компания Polaroid, которая выпустила новую камеру — I-Zone — как эксклюзивную камеру для тура. Спирс использовала I-Zone для съёмки аудитории во время концерта, так же как и другие продукты компании. Шоу было разделено на секции, поделённые интерлюдиями, и заканчивалось выходом на бис. Сет-лист состоял из песен с дебютного альбома, а также различных кавер-версий. Во время второй части тура Crazy 2k Tour, каверы были заменены на некоторые песни со второго альбома, Oops!… I Did It Again. Шоу получило положительные отзывы критиков. Спирс обвиняли в использовании фонограммы в туре, хотя она отрицала эти заявления. Концерт 20 апреля 2000 года в отеле Hilton Hawaiian Village, в Гонолулу, был записан. Концерт сильно отличался от обычных шоу Crazy 2K, в том числе были представлены новые костюмы. 5 июня того же года шоу было показано на канале Fox. Трансляция повторялась ещё несколько раз в течение года. 21 ноября вышел DVD Live and More!, включавший концерт в Гонолулу. Релиз стал трижды платиновым с продажами более 300 000 копий.

## Отзывы критиков
| Оценки критиков        | Оценки критиков |
| Источник               | Оценка          |
| ---------------------- | --------------- |
| AllMusic               | [ 20 ]          |
| Billboard              | (положительная) |
| Роберт Кристгау        | [ 74 ]          |
| Entertainment Weekly   | B-              |
| MTV                    | (смешанная)     |
| Rolling Stone          | [ 76 ]          |
| Sonic.net              | [ 77 ]          |
| Sputnikmusic           | 2/5             |
| The Hamilton Spectator | [ 78 ]          |

…Baby One More Time получил смешанные отзывы от критиков. Стивен Томас Эрлевайн с Allmusic поставил альбому четыре балла из пяти. Он прокомментировал, что, к тому времени, когда Спирс начинала свою карьеру, «всё старое стало новым», и сравнил диск с альбомом Hangin' Tough (1988) группы New Kids on the Block. Эрлевайн оценил качество синглов, хваля Макса Мартина, «того самого тайного лидера, отвечающего за дебют Спирс». Бет Джонсон с Entertainment Weekly отметила, что певица «похожа на младшую сестру Backstreet Boys», что по её мнению было «неудивительным после того, как хит-мейкер Макс Мартин написал ей успешный поп-дебют». Роберт Кристгау заявил, что Спирс видится как «будущая Мадонна» с такими песнями как «…Baby One More Time» и «Soda Pop», в то время как Крэйг Макденнис с The Hamilton Spectator высказал мнение, что альбом «полон клише с легкомысленными поп-песнями в стиле Дебби Гибсон». Пол Верн с журнала Billboard посчитал альбом «полным готовых будущих топ-40 хитов».
Кайл Андерсон с MTV сказал, что «был удивлён в собственном желании прослушать альбом больше одного раза», отметив, что он «ожидал услышать в основном проходные треки, и удивлён, что альбом вышел столь необычным (в плане звучания). Нет ничего удивительного в том, что Спирс стала суперзвездой, но эти песни будут огромными хитами, даже если Бритни будет носить мешок на голове во всех своих клипах». Барри Уолтерс из журнала Rolling Stone поставил альбому два балла из пяти, сравнив звучание альбома с ранними хитами Дебби Гибсон, Мэрайи Кэри и Саманты Фокс. Уолтерс также посчитал, что «в то время как несколько качественных поп-треков запоминаются хотя бы прилипчивыми мотивами, позорные халтурные медляки типа „E-Mail My Heart“ являются чистым спамом». Рецензент из журнала NME поставил …Baby One More Time один балл из десяти, посчитав, что «мы, кажется, достигли кризисного момента: достигшая половой зрелости поп-музыка теперь так распространена, что 17-летняя Бритни Спирс находится на полпути своей прибыльной карьеры в шоу-бизнесе». Он также посчитал выпуск альбома преждевременным, высказав мнение, что «надо надеяться, если она начнёт жить той несчастной жизнью, которую все мы в итоге проживаем, на её голосе появятся шрамы, она прекратит выглядеть настолько чертовски самодовольной, найдёт утешение в наркотиках, и мы будем ещё более счастливы за неё. Теперь расти, девочка. Быстрей!». Аманда Мюррей с сайта Sputnikmusic чувствовала что, «за исключением потрясающей заглавной песни, …Baby One More Time — коллекция хороших и качественных поп-песен, которые, однако, не приводят в восторг».

### Награды и номинации
| Год  | Церемония                        | Номинация                                              | Результат |
| ---- | -------------------------------- | ------------------------------------------------------ | --------- |
| 2000 | Juno Awards                      | Лучший продаваемый альбом (Зарубежный и Отечественный) | Номинация |
| 2000 | American Music Awards            | Популярный поп/рок альбом                              | Номинация |
| 2000 | Blockbuster Entertainment Awards | Лучший CD                                              | Номинация |

## Коммерческий успех

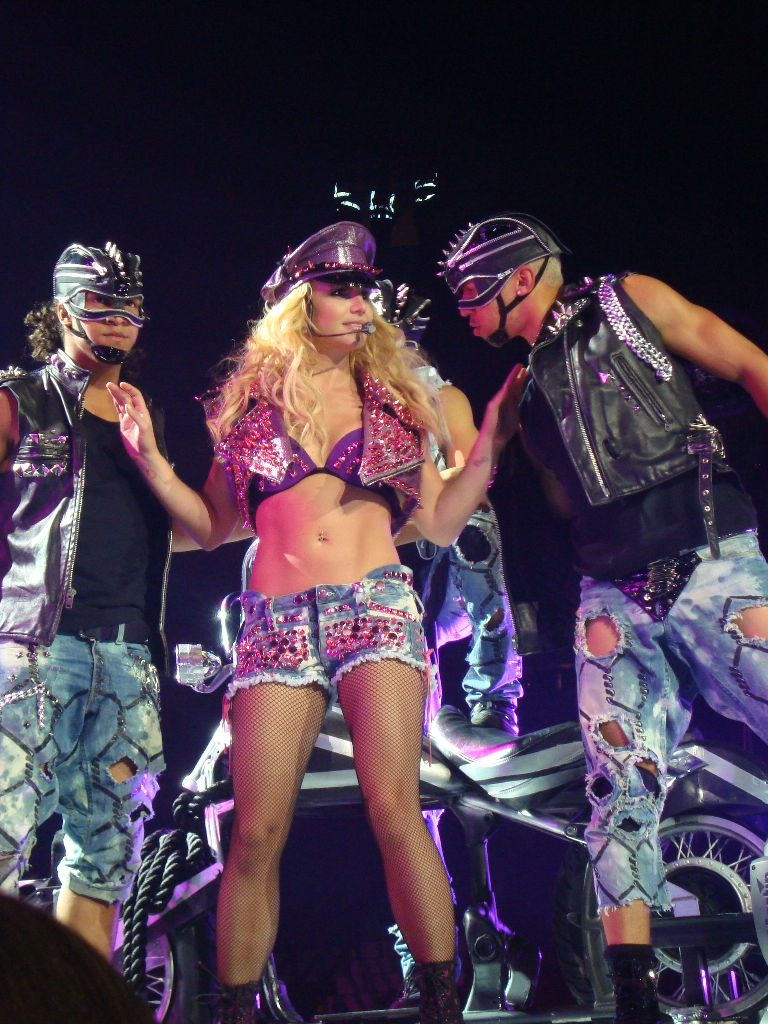
Бритни Спирс исполняет песню «…Baby One More Time» во время гастрольного тура Femme Fatale Tour, 2011 год.

…Baby One More Time дебютировал на вершине чарта Billboard 200 с продажами 121 000 копий, сместив с первого места альбом DMX Flesh of My Flesh, Blood of My Blood (1998). С этим альбомом Спирс установила несколько рекордов. Певица стала первой несовершеннолетней исполнительницей с альбомом #1 в Billboard 200 и синглом #1 в Billboard Hot 100 одновременно; первым молодым артистом, чей сингл поднялся до первого места одновременно с грандиозным дебютом альбома; первой исполнительницей, чей первый сингл и первый альбом достигли первого места одновременно. Согласно данным Nielsen SoundScan, в первые четыре недели было продано 500 000 копий альбома. После падения в топ-5 чарте, на четвёртой неделе альбом вернулся на первое место с общими продажами 804 200 копий. На пятой неделе альбом показал свой лучший недельный результат с продажами 229 000 копий. …Baby One More Time в общей сложности провёл на первом месте 6 непоследовательных недель. За первые два месяца продажи альбома превысили 1,8 миллиона копий в стране. На 47-й неделе, альбом всё ещё преуспевал в продажах и находился на 3 месте с продажами более 10 миллионов копий в США. Вскоре альбом был сертифицирован RIAA как бриллиантовый. Таким образом Спирс стала самой молодой исполнительницей, чей альбом получил бриллиантовый статус. Ранее рекорд держала Аланис Мориссетт, которой было 21 во время релиза Jagged Little Pill (1995). Альбом стал четырнадцатым с продажами более 10 миллионов копий в США с 1991 года, а Спирс стала самой успешной исполнительницей 1999 года. …Baby One More Time продержался пятьдесят одну неделю в десятке лучших альбомов Billboard 200. В целом, в чарте альбом провёл 103 недели. …Baby One More Time стал третьим самым продаваемым альбомом в списке по данным BMG Music Clubs с продажами 1,6 миллиона копий, уступив одноимённому альбому группы Backstreet Boys и альбому канадской певицы Шанайи Твейн Come On Over (1997)
Альбом дебютировал с первого места в канадском альбомном чарте, в общей сложности оставаясь на первом месте 9 недель. 12 декабря 1999 года альбом был сертифицирован CRIA как бриллиантовый с продажами более 1 миллиона копий. Альбом провёл две недели на втором месте чарта European Top 100 Albums. Продажи альбома в Европе достигли четырёх миллионов и он был четырежды сертифицирован IFPI как платиновый. Альбом занял второе место в Великобритании, четвёртое во Франции и стал четырежды платиновым в Великобритании дважды во Франции, трижды золотым в Германии и бриллиантовым в Польше. …Baby One More Time дебютировал с девятого места в австралийском альбомном чарте в мае 1999 года и девять недель спустя достиг второй строчки, оставаясь позади саундтрека к сериалу «Бухта Доусона». Диск стал седьмым самым успешным альбомом 1999 года в стране и четырежды платиновым с продажами более 280 000 копий. Альбом стартовал с третьей строчки в Новой Зеландии, оставшись позади альбомов Come On Over Шанайи Твейн и Talk on Corners группы The Corrs.

## Наследие
С ...Baby One More Time, я не смогла показать свой голос в выгодном свете. Песни прекрасные, но не очень сложные.
Спирс часто отмечают как певицу, возродившую тин-поп. Газета The Daily Yomiuri сообщила, что «критики приветствовали её как самого одарённого несовершеннолетнего поп-идола последних лет, но Спирс устанавливает свои цели выше — она стремится к уровню суперзвезды, которого достигли Мадонна и Джанет Джексон». По мнению журнала Rolling Stone, «Бритни Спирс — классический стереотип подростковой королевы рок-н-ролла, ангельский ребёнок, который просто должен быть на сцене». Рами Якуб, сопродюсер дебютного альбома Спирс, прокомментировал: «Я знаю от Денниза Попа и предыдущих работ Макса Мартина, когда мы делаем песни, есть особый, „дышащий“ вид голоса. С N’Sync и Backstreet Boys нам приходилось трудиться, чтобы достичь хотя бы части этого. Когда мы записывались с Бритни, она сразу воспроизвела тип „скрипучего“, сексуального голоса». Чак Тейлор с журнала Billboard заявил: «Спирс стала совершенным исполнителем, с неповторимыми танцевальными движениями, с хоть и молодым, но уже сформировавшимся голосом… „(You Drive Me) Crazy“, её третий сингл, демонстрирует развитие Спирс, доказывает, что 17-летняя певица нашла свою собственную вокальную индивидуальность после многих месяцев усиленной практики». Стивен Томас Эрлевайн с сайта Allmusic описывал её музыку как «смесь инфекционных, вдохновлённых рэпом танцевальных поп-песен и приятных баллад». Журналист Аманда Мюррей с Sputnikmusic отметила, что альбом «является первой главой в великолепной истории роста Спирс как артиста, как знаменитости, как женщины». В 2010 году альбом вошёл в книгу «Тысяча и один музыкальный альбом, который стоит прослушать, прежде чем вы умрёте».
После выпуска альбома Спирс мгновенно стала международным символом поп-культуры. Журнал Rolling Stone писал: «Одна из самых спорных и успешных вокалисток 21-го века. Она возглавила возрождение тин-попа в новом тысячелетии… Спирс была смесью невинности и впечатлений, была событием, которое сорвало банк». Альбом попал в Книгу рекордов Гиннесса как «Самый успешный альбом несовершеннолетнего исполнителя». Мелисса Руггьери из Richmond Times-Dispatch сообщила, что «она [Бритни Спирс] также отмечается как самый успешный несовершеннолетний артист в истории. До достижения 20 лет в 2001 году, Спирс продала больше 37 миллионов копий альбомов во всём мире». Барбара Эллен из The Observer сообщила: «Спирс известна как один из самых „старых“ подростков в поп-музыке, почти средних лет по определению. Многие 19-летние ребята даже не начинают работать в этом возрасте, тогда как Бритни, выпускница „Клуба Микки-Мауса“, стала одним из наиболее необычных американских событий — ребёнком с полноценной карьерой. В то время как другие маленькие девочки вешают плакаты на стены, Бритни желает сама быть на плакате, ведь надо принять во внимание, что другие дети развивались морально в нормальном человеческом темпе, Бритни развивалась в темпе, установленном конкурентоспособной американской индустрией развлечений». …Baby One More Time — самый успешный альбом Спирс по сей день, его продажи достигают более 30 миллионов копий.

## Список композиций
| №                   | Название                                         | Автор(ы)                                             | Продюсер(ы)                 | Длительность |
| ------------------- | ------------------------------------------------ | ---------------------------------------------------- | --------------------------- | ------------ |
| 1.                  | «...Baby One More Time»                          | Макс Мартин                                          | Мартин, Рами                | 3:30         |
| 2.                  | «(You Drive Me) Crazy»                           | Йорген Элофссон, Пер Магнуссон, Дэвид Крюгер, Мартин | Магнуссон, Крюгер, Мартин   | 3:17         |
| 3.                  | «Sometimes»                                      | Элофссон                                             | Магнуссон, Элофссон, Крюгер | 4:05         |
| 4.                  | «Soda Pop»                                       | Микки Бэсси, Эрик Фостер Уайт                        | Уайт                        | 3:20         |
| 5.                  | «Born to Make You Happy»                         | Кристиан Лундин, Андреас Карлссон                    | Лундин                      | 4:03         |
| 6.                  | «From the Bottom of My Broken Heart»             | Уайт                                                 | Уайт                        | 5:11         |
| 7.                  | «I Will Be There»                                | Мартин, Карлссон                                     | Мартин, Рами                | 3:53         |
| 8.                  | «I Will Still Love You» (дуэт с Доном Филлиппом) | Уайт                                                 | Уайт                        | 4:02         |
| 9.                  | «Thinkin' About You»                             | Бэсси, Уайт                                          | Уайт                        | 3:35         |
| 10.                 | «E-Mail My Heart»                                | Уайт                                                 | Уайт                        | 3:41         |
| 11.                 | «The Beat Goes On»                               | Сонни Боно, Уайт                                     | Уайт, The All Seeing I      | 3:43         |
| Общая длительность: | Общая длительность:                              | Общая длительность:                                  | Общая длительность:         | 42:20        |

| №                   | Название                                            | Автор(ы)                   | Продюсер(ы)                   | Длительность |
| ------------------- | --------------------------------------------------- | -------------------------- | ----------------------------- | ------------ |
| 13.                 | «I'll Never Stop Loving You»                        | Джейсон Блум, Стив Даймонд | Магнуссон, Крюгер             | 3:43         |
| 14.                 | «Autumn Goodbye»                                    | Уайт                       | Уайт                          | 3:42         |
| 15.                 | «...Baby One More Time» (Davidson Ospina Radio Mix) | Мартин                     | Мартин, Рами, Дэвидсон Оспина | 3:26         |
| 16.                 | «...Baby One More Time» (Boy Wunder Radio Mix)      | Мартин                     | Мартин, Рами, Boy Wunder      | 3:39         |
| Общая длительность: | Общая длительность:                                 | Общая длительность:        | Общая длительность:           | 60:32        |

| №  | Название                                           | Длительность |
| -- | -------------------------------------------------- | ------------ |
| 1. | «(You Drive Me) Crazy» (The Stop Remix)            |              |
| 2. | «(You Drive Me) Crazy» (Spacedust Club Mix)        |              |
| 3. | «Sometimes» (Soul Solution - Mid Tempo Mix)        |              |
| 4. | «...Baby One More Time» (Davidson Ospina Club Mix) |              |
| 5. | «I'll Never Stop Loving You»                       |              |
| 6. | «I'm So Curious»                                   |              |

| №                   | Название                                         | Автор(ы)                            | Продюсер(ы)                 | Длительность |
| ------------------- | ------------------------------------------------ | ----------------------------------- | --------------------------- | ------------ |
| 1.                  | «...Baby One More Time»                          | Мартин                              | Мартин, Рами                | 3:30         |
| 2.                  | «(You Drive Me) Crazy»                           | Элофссон, Магнуссон, Крюгер, Мартин | Магнуссон, Крюгер, Мартин   | 3:17         |
| 3.                  | «Sometimes»                                      | Элофссон                            | Магнуссон, Крюгер, Элофссон | 4:05         |
| 4.                  | «Soda Pop»                                       | Бэсси, Уайт                         | Уайт                        | 3:20         |
| 5.                  | «Born to Make You Happy»                         | Лундин, Карлссон                    | Лундин                      | 4:03         |
| 6.                  | «From the Bottom of My Broken Heart»             | Уайт                                | Уайт                        | 5:11         |
| 7.                  | «I Will Be There»                                | Мартин, Карлссон                    | Мартин, Рами                | 3:53         |
| 8.                  | «I Will Still Love You» (дуэт с Доном Филлиппом) | Уайт                                | Уайт                        | 4:02         |
| 9.                  | «Deep in My Heart»                               | Магнуссон, Крюгер, Карлссон         | Магнуссон, Крюгер           | 3:35         |
| 10.                 | «Thinkin' About You»                             | Бэсси, Уайт                         | Уайт                        | 3:35         |
| 11.                 | «E-Mail My Heart»                                | Уайт                                | Уайт                        | 3:41         |
| 12.                 | «The Beat Goes On»                               | Боно, Уайт                          | Уайт, The All Seeing I      | 3:43         |
| Общая длительность: | Общая длительность:                              | Общая длительность:                 | Общая длительность:         | 45:55        |

| №  | Название                                         | Длительность |
| -- | ------------------------------------------------ | ------------ |
| 1. | «(You Drive Me) Crazy» (Jazzy Jim's Hip-Hop Mix) | 3:40         |
| 2. | «(You Drive Me) Crazy» (видеоклип)               | 3:18         |

| №   | Название                                            | Автор(ы)                   | Продюсер(ы)                   | Длительность |
| --- | --------------------------------------------------- | -------------------------- | ----------------------------- | ------------ |
| 13. | «I'll Never Stop Loving You»                        | Джейсон Блум, Стив Даймонд | Магнуссон, Крюгер             | 3:43         |
| 14. | «...Baby One More Time» (Davidson Ospina Radio Mix) | Мартин                     | Мартин, Рами, Дэвидсон Оспина | 3:26         |

| №  | Название                                    | Длительность |
| -- | ------------------------------------------- | ------------ |
| 1. | «(You Drive Me) Crazy» (The Stop Remix)     | 3:16         |
| 2. | «(You Drive Me) Crazy» (Spacedust Dark Dub) | 9:15         |
| 3. | «(You Drive Me) Crazy» (Spacedust Club Mix) | 7:20         |
| 4. | «Autumn Goodbye»                            | 3:41         |

| №  | Название                                            | Длительность |
| -- | --------------------------------------------------- | ------------ |
| 1. | «Born to Make You Happy» (Radio Edit)               |              |
| 2. | «Born to Make You Happy» (Bonus Remix)              |              |
| 3. | «(You Drive Me) Crazy» (Jazzy Jim's Hip-Hop Mix)    |              |
| 4. | «...Baby One More Time» (Answering Machine Message) |              |

## Участники записи
| Персонал - Бритни Спирс — вокал, бэк-вокал - Майки Басси — автор, вокал - Сонни Боно — автор - Андреас Карлссон — автор, бэк-вокал - Йорген Элофссон — автор - Никки Грегорофф — бэк-вокал - Нана Хедин — бэк-вокал - Энди Гесс — бас - Дэвид Крюгер — автор - Томас Линдберг — бас - Кристиан Лундин — автор - Пер Магнуссон — автор, клавишные - Макс Мартин — автор, клавишные, бэк-вокал - Эндрю Макинтайр — электрогитара - Дэн Пэтти — акустическая гитара, электрогитара - Дуг Пэтти — клавишные - Дон Филип — вокал - Элис Симмонс — бэк-вокал - Эрик Фостер Уайт — бас, автор, электрогитара, клавишные - Джейсон Блюм — автор - Стив Даймонд — автор | Производство - Чарльз Маккрори — помощник звукооператора - Крис Треветт — звукооператор, микширование - Дэниел Бум — звукооператор - Дэвид Крюгер — продюсер - Дин Хонер — продюсер - Денниз Поп — продюсер - DJ Parrot — продюсер - Эрик Фостер Уайт — продюсер, звукооператор, микширование, ударные, аранжировщик - Джейсон Баклер — продюсер - Джимми Бралауэр — ударные - Кристиан Лундин — продюсер - Макс Мартин — продюсер, звукооператор, микширование, программирование - Рами Якоб — продюсер - Тим Латам — звукооператор, микширование - Том Койн — мастеринг Дизайн - Альберт Санчес — фотограф - Джеки Мёрфи — арт-директор, дизайн - Лиза Пирдон — фотограф - Ларри Бузакка — фотограф - Тимоти Уайт — фотограф |

## Чарты
| Чарт (1999)        | Высшая позиция |
| ------------------ | -------------- |
| Австралия          | 2              |
| Австрия            | 2              |
| Бельгия (Фландрия) | 2              |
| Бельгия (Валлония) | 2              |
| Великобритания     | 2              |
| Венгрия            | 4              |
| Европа             | 2              |
| Канада             | 1              |
| Норвегия           | 5              |
| Нидерланды         | 3              |
| Новая Зеландия     | 3              |
| США                | 1              |
| Франция            | 4              |
| Финляндия          | 4              |
| Швеция             | 10             |
| Швейцария          | 1              |

| Чарт (1990—1999) | Позиция |
| ---------------- | ------- |
| США              | 29      |
| Чарт (2000—2009) | Позиция |
| США              | 81      |

| Чарт | Позиция |
| ---- | ------- |
| США  | 41      |

## Сертификации и продажи
| Регион | Сертификация          | Продажи     |
| --- | --------------------- | ----------- |
| Аргентина (CAPIF) | 4× Платиновый         | 240 000^    |
| Австралия (ARIA) | 4× Платиновый         | 280 000^    |
| Австрия (IFPI Austria)                                                                                                   | Платиновый            | 50 000*     |
| Бельгия (BEA) | 3× Платиновый         | 150 000*    |
| Бразилия (ABPD) | Золотой               | 250,000     |
| Канада (Music Canada) | Бриллиантовый         | 1 000 000^  |
| Дания (IFPI Danmark) | 3× Платиновый         | 60 000      |
| Финляндия (Musiikkituottajat)                                                                                            | Золотой               | 37,865      |
| Франция (SNEP) | 2× Платиновый         | 600 000*    |
| Германия (BVMI) | 3× Золотой            | 750 000^    |
| Исландия | —                     | 5,000       |
| Италия | —                     | 200,000     |
| Япония (RIAJ) | Платиновый            | 205,780     |
| Мексика (AMPROFON) | 2× Платиновый+Золотой | 500,000     |
| Нидерланды (NVPI) | 3× Платиновый         | 300 000^    |
| Новая Зеландия (RMNZ) | 3× Платиновый         | 45 000^     |
| Норвегия (IFPI Norway)                                                                                                   | Платиновый            | 50 000*     |
| Филиппины (PARI) | 4× Платиновый         | 200 000     |
| Польша (ZPAV) | Платиновый            | 100 000*    |
| Испания (PROMUSICAE) | 3× Платиновый         | 300 000^    |
| Швеция (GLF) | Платиновый            | 80 000^     |
| Швейцария (IFPI Switzerland)                                                                                             | 2× Платиновый         | 100 000^    |
| Великобритания (BPI) | 4× Платиновый         | 1,210,000   |
| США (RIAA) | 14× Платиновый        | 14 000 000^ |
| Итого |                       |             |
| Азия | —                     | 1,680,000   |
| Европа (IFPI) | 4× Платиновый         | 4 000 000*  |
| Мир | —                     | 25,000,000  |
| * Данные о продажах приведены только на основе сертификации. ^ Данные о тиражах приведены только на основе сертификации. |                       |             |